# Боголюбовы
Боголюбовы — дворянский род.
Потомство выходца из духовного сословия тайного советника (1886), доктора медицины Андрея Алексеевича Боголюбова, который 18.05.1861 внесен в III ч. родословной книги Рязанской губернии вместе с женой его Александрой Петровной и сыновьями: Андреем (1841—1909), Аркадием и Алексеем (1849—1881).

## Описание герба
В чёрном щите золотая змея с червлёными глазами и жалом. По сторонам от неё по русскому золотому кресту.
Щит украшен дворянским коронованным шлемом. Нашлемник: накрест два чёрных бердыша с золотыми рукоятками, связанные золотой лентой. Намёт: чёрный с золотом. Девиз: «ТРУДОМ И ПРАВДОЮ» золотыми буквами на чёрной ленте.